# VROOOM
VROOOM je studiové EP britské rockové skupiny King Crimson. Bylo vydáno v roce 1994 (viz 1994 v hudbě) jako první studiová nahrávka kapely po 10 letech.

## Popis alba a jeho historie
Po turné v roce 1984 přerušila skupina King Crimson činnost, přičemž tato přestávka nakonec trvala 10 let. Teprve v první polovině 90. let se Robert Fripp rozhodl pro obnovu kapely. K původní čtveřici hudebníků přibral další dva, čímž vzniklo tzv. „dvojité trio“ (anglicky „double trio“), ve kterém byly všechny nástroje zdvojené. Prvním činem obnovené skupiny se stalo EP VROOOM nahrané i vydané v roce 1994.
EP VROOOM, které dosahuje téměř délky běžných alb v době gramofonových desek, obsahuje celkem šest skladeb (+ intro), z nichž čtyři byly o rok později vydány v odlišných verzích i na klasickém albu THRAK. Těmi dvěma výjimkami, které se nacházejí pouze na VROOOM, jsou písně „Cage“ (svým stylem připomínající píseň „Neurotica“ z alba Beat) a „When I Say Stop, Continue“ (experimentální instrumentálka). Verze skladeb na VROOOM byly většinou nahrány běžným, přirozenějším způsobem, zatímco nahrávání verzí na THRAK probíhalo individuálně, každý hudebník si samostatně nahrával svoji stopu.

## Seznam skladeb
1. „VROOOM Intro“ (Belew, Bruford, Fripp, Gunn, Levin, Mastelotto) – 0:18
2. „VROOOM“ (Belew, Bruford, Fripp, Gunn, Levin, Mastelotto) – 7:16
3. „Sex Sleep Eat Drink Dream“ (Belew, Bruford, Fripp, Gunn, Levin, Mastelotto) – 4:42
4. „Cage“ (Belew, Bruford, Fripp, Gunn, Levin, Mastelotto) – 1:36
5. „THRAK“ (Belew, Bruford, Fripp, Gunn, Levin, Mastelotto) – 7:19
6. „When I Say Stop, Continue“ (Belew, Bruford, Fripp, Gunn, Levin, Mastelotto) – 5:20
7. „One Time“ (Belew, Bruford, Fripp, Gunn, Levin, Mastelotto) – 4:25

## Obsazení
- King Crimson
  - Adrian Belew – zpěv, kytara
  - Robert Fripp – kytara
  - Tony Levin – baskytara, Chapman Stick
  - Trey Gunn – Warr guitar
  - Bill Bruford – bicí, perkuse
  - Pat Mastelotto – bicí, perkuse